# Type 7 et 13 État belge
Ne doit pas être confondu avec Type 7 SNCB ou Type 13 SNCB.
Les Type 7 et Type 13 des Chemins de fer de l'État belge étaient des locomotives à vapeur pour trains de voyageurs et de marchandises de disposition Porter (arrangement d'essieux 120) à cylindres intérieurs réalisées entre 1860 et les années 1860, soit par transformation des trente-quatre Wilson de 1857-1860 (type 7) soit comme constructions neuves (type 13 de 1861-1862). Ces locomotives sont le premier modèle à foyer Belpaire dotées pour certaines (type 7 prototype et type 13) d'un foyer Belpaire à sommet arrondi et pour les autres de la variante de section rectangulaire qui sera étendue à l'ensemble de la série. Seules les trois Wilson prototypes assemblées en Angleterre en 1855 n'ont pas été converties de la sorte.
La locomotive numéro 1, prototype du type 7, sera la toute première locomotive sur laquelle Alfred Belpaire met en œuvre son premier type de foyer qui jouera un rôle fondamental dans l'histoire des chemins de fer belges. Permettant de se passer de combustibles onéreux, le foyer Belpaire à fond plat sera employé pour l'ensemble des locomotives commandées par l’État belge jusqu'aux dernières années du XIXe siècle. 
Reléguées à des services moins importants à l'arrivée des nouvelles locomotives unifiées, les type 7 et 13 sont retirées de la circulation à partir de 1888 mais plusieurs exemplaires dont la locomotive no 1 finiront leur carrière au cours de la Première Guerre mondiale.

## Histoire

### Genèse
En 1854, les Chemins de fer de l'État belge disposent pour le trafic des voyageurs d'une flotte hétéroclite de locomotives à un ou deux essieux moteurs. Seule une trentaine a moins de dix ans et certaines remontent directement aux débuts des chemins de fer en Belgique dans les années 1830. La reprise de plusieurs réseaux privés apporte également son lot de matériel moteur de provenance et de types variés. Avec plus de 130 exemplaires, les modèles les plus nombreux sont apparentés aux locomotives Patentee de George Stephenson et ne possèdent qu'un seul essieu moteur. Dotés de roues de 1 676 mm, les exemplaires les plus rapides — de multiples différences existant d'un engin à l'autre —, atteignent les 80 km/h. La recherche de la vitesse n'est pas immédiatement une priorité, les trains étant d'emblée bien plus rapides que les aux autres moyens de transports tout en desservant généralement chaque station intermédiaire. Les performances mais aussi l'état général d'une partie de cette cavalerie laissent à désirer d'autant que comparaison avec le réseau français de la Compagnie des chemins de fer du Nord, à la superficie comparable, le nombre total des locomotives est en nette infériorité (180 contre 275).
Afin de rattraper ce retard préoccupant et de disposer de davantage de fonds et de matériel neuf, le Comité consultatif des chemins de fer, postes et télégraphes voit le jour. Constitué de députés, d'industriels, de généraux et du directeur général de l'Administration des chemins de fer de l'État belge, ce comité qui sera dissous en 1857 après avoir réalisé des réformes et commandes de locomotives dépassant son rôle consultatif, opère d'abord sous l'égide du ministre des travaux publics Émile van Hoorebeke et fait de l'acquisition de 52 nouvelles locomotives sa priorité. Grâce aux crédits alloués, des commandes sont passées à l'industrie locale dans un délai très court (dont les premières machines à 3 essieux accouplés) tandis que l'arsenal (atelier central) de Malines réalisera la reconstruction intégrale d'une vingtaine de machines anciennes ; plusieurs locomotives en dépôt chez leur fabricant (après l'abandon de leur commande ou après leur passage à l'Exposition universelle de 1855) sont également achetées.
Le délai étant trop court pour l'industrie belge en raison des temps de construction et de commandes déjà passées, et la technologie des locomotives spécifiquement destinées à la vitesse étant encore balbutiante, le Comité se tourne vers la Grande Bretagne, qui avait fourni certaines des premières locomotives de l’État belge et livrait des locomotives à plusieurs réseaux privés. Après des premiers pourparlers et un voyage sur place, un total de 10 locomotives sont commandées :
- les 202-203 : des 030 construites par Sharp, Stewart and co. ;
- la 252, une 120 à cylindres extérieurs étudiée par l'ingénieur du London & Southwestern Railway Joseph Hamilton Beattie (en) et dotée d'un foyer spécial dit "fumivore" avec deux chambres de combustion ;
- les 234-236 : trois copies du type « Jenny Lind (en) » de disposition 111 originellement créé pour le London, Brighton and South Coast Railway (en) ;
- les 231-232 : deux 030 à cylindres intérieurs dues à l'ingénieur James Edward McConnell sur un modèle du London and North Western Railway mais dont la construction sera réalisée en Belgique par les ateliers de Tubize ;
- les 200-201 et 237, construites par E. B. Wilson and Company (en) à Leeds, lesquelles seront les seules à connaître une production domestique en série.

Ces modèles ont en commun un empattement plus important en raison de la présence du troisième essieu en arrière du foyer, une disposition qui n'était pas encore généralisée à l’État belge. Les « Jenny Lind » assemblées par la firme Wilson donneront satisfaction. Cependant, après avoir réceptionné d'autres machines belges de disposition 111 commandées simultanément, parmi lesquelles plusieurs emploient la nouvelle distribution d'Égide Walschaerts, l’État belge décide de favoriser les modèles à deux essieux moteurs grâce à leur effort de traction et à leur capacité de tracter une plus large palette de trains. 

### Prototypes
Les trois premières Wilson (200, 201 et 237) sont une création d'Archibald Sturrock (en), ingénieur en chef du Great Northern Railway, et sont dérivées des 216 et 217 de cette compagnie britannique, également assemblées par la firme Wilson.
Originellement, il était prévu que seule la « Wilson » no 200 soit construite en Angleterre. Cette locomotive commandée en février 1855 dans la foulée du contrat des « Jenny Lind » entre en service fin juin 1855. Affectée à l'express du matin reliant Bruxelles à Liège, elle fait preuve de performances au-delà des espérances en remorquant aisément une rame de 16 voitures entre Bruxelles et Ans, et se montrant capable d'en tracter 20 sans retard par rapport à l'horaire prévu ou d'effectuer un arrêt commercial à Louvain sans allonger le temps de trajet. En comparaison avec la « Machine bleue », une 111 construite par Regnier Poncelet selon des plans d'Égide Walschaerts, la Wilson no 200 fait preuve d'une consommation moindre (cinquante paniers de coke).
Fort de ces bons résultats et face aux retards de livraison des locomotives en construction en Belgique, le constructeur de Leeds propose le 31 juillet de fournir une seconde locomotive, livrée en octobre de la même année. Utilisées sur les express Bruxelles-Liège-Cologne, elles sont rejointes par la 237 en mars 1856.

### Locomotives Wilson de série
Après avoir rempli les commandes originelles, les industriels belges peuvent réaliser à leur tour des dérivées de locomotives Wilson. L’État belge en commandera un total de 34 de ce modèle — des différences au niveau des appareils de la chaudière et de la largeur des cylindres existent d'un lot et d'un constructeur à l'autre — dont la construction se répartit comme suit :
- 8 locomotives assemblées par la Société de Marcinelle & Couillet ;
- 8 locomotives par Cockerill ;
- 7 par les Forges Usines et Fonderies Haine-Saint-Pierre ;
- 6 par Saint-Léonard (Régnier-Poncelet) ;
- 5 construites par l’État belge à l'Arsenal de Malines.

La numérotation de ces locomotives témoigne de leur livraison en deux lots : les 238 à 251 (4 Couillet, 4 Saint-Léonard, 4 Cockerill et 2 HSP) sont une commande de locomotives neuves (budget en extension) qui s'inscrivent dans la livraison de 52 locomotives décrétée par le Comité tandis que les autres sont numérotées dans le désordre en ré-employant les matricules de locomotives État belge radiées (dépenses en renouvellement). Ces 20 machines seront numérotées — par ordre de livraison — 95, 93, 45, 90, 91, 25, 36, 117, 76, 37, 123, 146, 118, 47, 124, 138, 142, 96, 1 et 14.
À l'exception de la locomotive numéro 1, les 33 autres circulent avec leur foyer Crampton d'origine jusqu'à ce que leur chaudière nécessite un renouvellement. Elles sont initialement partagées entre les remises de Bruxelles-Nord, Anvers et Gand, affectées à des trains de voyageurs mais aussi de marchandises. La présence de locomotives plus puissantes, à commencer par les type 13 et la no 1 puis la livraison d'un nouveau modèle à partir de 1864 (le type 1) relègue ces machines aux directs de faible tonnage ainsi qu'à des trains locaux. La reconstruction de toutes les Wilson issues de constructeurs belges a lieu en 1874-1876. Il n'existe pas encore de classement par type, les Wilson mais aussi les machines à foyer Belpaire qui en sont dérivées sont mentionnées comme « locomotives de 406 mm » ou « 410 mm » en prenant comme référence le diamètre des cylindres.
D'après Phil Dambly, les trois machines construites en Angleterre seront classées dans le type 6 dans le système de classification introduit en 1876. Ces trois locomotives garderont tout au long de leur carrière leur foyer d'origine et seront radiées en 1885-1888 (ou 1887).

### Foyer Belpaire rond
Bien que moins gourmandes en combustible, les Wilson souffrent d'un problème inhérent au matériel anglais et belge des origines : leur besoin de brûler du coke ou des briquettes de charbon, deux matériaux dont le prix connaît une forte inflation et dont la qualité est en baisse en raison de l'incapacité de l'industrie nationale de suivre la demande. Alors que nombre de réseaux étrangers ont déjà remplacé le coke par de la houille (charbon de terre) et que le budget des Chemins de fer de l’État belges est accaparé par les achats de combustible, une commission est instituée par l'Arrêté royal du 6 avril 1860 afin d'étudier le problème. Le charbon belge étant de qualité inférieure à la houille d'importation, et la production de coke par des usines appartenant à l’État belge étant un processus couteux, l'ingénieur en chef Alfred Belpaire entreprend de créer un nouveau type de foyer capable de brûler le charbon menu, en particulier du demi-gras, alors extrêmement bon marché et présent en quantités dans le sous-sol belge mais dont la combustion, pour éviter une quantité de fumée anormale, nécessite un apport en oxygène important. Afin d'utiliser ce combustible au pouvoir calorifère entre 30 et 40 % plus faible, la solution consiste non seulement à doubler la surface du foyer mais à le doter d'une vaste grille complétée par des entretoises dans la paroi intérieure du foyer, garantissant un apport en oxygène.
Appliquant cette solution nouvelle, tirant parti de divers systèmes utilisés notamment sur des locomotives britanniques mais aussi pour des machines fixes, Alfred Belpaire fait modifier la dernière "Wilson" tout juste terminée par Cockerill. Le foyer Crampton est remplacé par un foyer Belpaire primitif dont la surface accrue (2,775 m2) nécessite de reporter le poste de conduite en arrière du second couvre-roues créant ainsi un porte-à-faux arrière (les Wilson d'origine n'ont que quelques centimètres de porte-à-faux). Le décès inopiné de Jean-Baptiste Masui, survenu en décembre aura pour conséquence l'apposition d'une plaque donnant à la locomotive prototype le nom de baptême « Masui ».
Une première campagne d'essais en tête de trains de voyageurs entre Bruxelles et Ans a lieu en mai 1860 entre la no 1 brûlant du charbon maigre (criblé et lavé) et la Wilson no 96 brûlant des briquettes. Les économies constatées sont toutefois éclipsés par la rareté du combustible sélectionné (braisettes de charbon maigre de la couche "Sainte-Barbe" du charbonnage d'Oignies) lequel nécessite une sélection et une préparation laborieuse sous peine d'encrasser la grille, d'autant plus qu'un essai à base de braisettes du charbonnage de Tamines (couche de la "marmite") a produit des résultats désastreux, le feu étant sensible à l'agglomération de mâchefer et de scories. Le programme est modifié en ce qui concerne les essais en service marchandises : les deux locomotives sont prêtées aux Chemins de fer de l'Est belge en juin et juillet 1860 afin d'opérer entre Lodelinsart et Louvain, une ligne plus accidentée, et d'expérimenter sur la no 1 d'autres types de charbons sous la supervision des ingénieurs de la compagnie de l'Est belge. Décision est prise d'employer des charbons maigres et demi-gras non-lavés identiques à ceux fournis par les charbonnages d'Amercœur et de Bonne-Espérance pour les machines fixes tandis que la 96 opèrera avec un mélange de coke et de briquettes. Ces essais ont fait ressortir de façon inattendue la supériorité du demi-gras pour le nouveau foyer Belpaire lequel n'encrasse pas la grille, d'autant plus que ce type de charbon surabondant dans les bassins du Centre et de Charleroi connaît déjà des applications dans l'industrie lourde et est très bon marché. La no 96 retournera sur le chemin de fer de Charleroi à Louvain en octobre 1860 brûlant cette fois-ci des briquettes standard à l’État belge au lieu du coke et des briquettes mais cet essai, destiné à mieux comparer les économies résultant du foyer Belpaire alimenté en demi-gras, mais cet essai mettra surtout en lumière... la médiocre qualité des briquettes réglementaires en comparaison avec celles, plus chères, sélectionnés par l'Est belge.
Bien que la supériorité du nouveau foyer fut établie, le coût de 13 000 Francs entraîné par le remplacement du chaudière des locomotives existantes convainquent l’Administration des chemins de fer de l'État belge de sursoir à cette opération mais à employer de tels foyers sur les nouvelles locomotives commandées à partir de 1860 (types 13, 30 et 33).

### Le type 13
Ces locomotives tirent les enseignements de la campagne d'essai de la no 1 et sont d'emblée dotées du foyer Belpaire rond. Bien que les dimensions des cylindres aient été vues comme un obstacle à une meilleure utilisation de la puissance de la nouvelle chaudière, leurs dimensions restent inchangées sur la type 13, tout comme la répartition des masses sur les essieux ; la type 13 sera finalement un modèle de transition. Tout comme les locomotives du type 33, le foyer est plus long, une différence qui perdurera même après la transformation des type 7 et 13 avec la nouvelle génération de foyer Belpaire.